# Drei reizende Schwestern
Drei reizende Schwestern ist eine TV-Lustspiel-Reihe des Fernsehens der DDR. Die Folgen wurden im Kulturhaus des Ostseebades Zinnowitz aufgezeichnet und zu Silvester im Fernsehen der DDR gezeigt. Sie folgte der von 1976 bis 1982 ausgestrahlten Reihe Maxe Baumann. Zur gleichen Zeit entstand die Lustspielreihe Ferienheim Bergkristall. Autor der Reihe war Goetz Jaeger.

## Inhalt
Die „drei reizenden Schwestern“ Olga Knopf (Marianne Kiefer), Irmgard Schulze-Knopf (Ingeborg Krabbe) und Mathilde Lehmberg (Helga Göring) erleben abenteuerliche Episoden. Gastdarsteller sind u. a. Ursula Karusseit, Gisela May, Marianne Wünscher, Gerd E. Schäfer, Traute Sense, Peter Borgelt, Ursula Am Ende, Christel Peters, Doris Abeßer und Frank Schöbel, manche mit bis zu drei Rollen pro Episode.

## Episodenübersicht
| Folge | Titel                     | Erstausstrahlung  |
| ----- | ------------------------- | ----------------- |
| 1.    | Familienfest mit Folgen   | 28. Dezember 1984 |
| 2.    | Ein Mann fürs Leben       | 15. Dezember 1985 |
| 3.    | Eine alte Fregatte        | 14. Dezember 1986 |
| 4.    | Trick 17                  | 18. Dezember 1987 |
| 5.    | Willkommen im Rampenlicht | 31. Dezember 1988 |
| 6.    | Das blaue Krokodil        | 2. März 1990      |
| 7.    | Ein Hauch von Alpenglüh’n | 16. Dezember 1991 |